# Julius Møller (højesteretsdommer)
Lars Martin Julius Møller (8. oktober 1868 i København – 1. december 1952 på Frederiksberg) var en dansk jurist og højesteretsdommer, far til Niels Møller. 
Han var søn af snedkermester Lars Martin Møller og hustru Sophie Dorothea f. Scheffmann. Møller blev student fra Borgerdydskolen på Christianshavn i 1886 og cand.jur. fra Københavns Universitet i 1892. Han kom derefter til Overformynderiet og senere Justitsministeriet som assistent. I 1906 blev han fuldmægtig i ministeriet, men blev allerede samme år assessor ved Kriminalretten. Møller var 1912-15 næstformand i Sø- og Handelsretten. I 1915 kom han til Den kongelige Landsoverret samt Hof- og Stadsret i København og i 1919 til Østre Landsret som dommer. Fra 1923 til 1938 var han dommer ved Højesteret. Julius Møller er kendt for citatet, der beskriver en højesteretsdommer som: "en god og fornuftig mand eller kvinde, som også kan noget jura."
1930-1944 var han formand for de juridiske censorer ved Københavns Universitet. Fra 1933 til 1947 var han direktør for Den Suhrske Stiftelse. Møller var ikke dekoreret og må altså have afslået at modtage Dannebrogordenen.
Julius Møller blev gift 10. juli 1917 i Fjerritslev med mag.art. Else Marie Bloch (10. oktober 1889 i Odense – ?), datter af kommandør Christian Bloch og hustru Marie f. Østerby.